# Alfred Hitchcock
Alfred Joseph Hitchcock KBE (født 13. august 1899, død 29. april 1980) var en engelsk filminstruktør og producer.
Han var gift med Alma Reville fra 1926 til sin død 1980 og de havde et nært samarbejde. De træffedes da de begge arbejdede for Famous Players-Lasky. Reville skrev manuskript til omkring et dusin af sin mands film indtil 1950'erne, og kom til at rådgive og arbejde sammen med ham i hele hans karriere.

## Karrierens begyndelse
Hitchcock voksede op i London med strenge, katolske forældre og var i sin ungdom en ihærdig film- og teatergænger. Som 20-årig blev han ansat som mellemteksttegner til stumfilm, men kom hurtigt til også at fungere som bl.a. manuskript-medforfatter og instruktørassistent og arbejdede endda lejlighedsvis i klipperummet. Derved fik han et grundlæggende kendskab til films tilblivelsesproces.
Som 25-årig instruerede han sin første film, The Pleasure Garden, men både den og den næste blev lagt på hylden af filmselskabet, der fandt dem underlige og uden kommercielle muligheder. Til gengæld blev den tredje, London-mysteriet (The Lodger), en stor succes, både anmelder- og publikumsmæssigt.
Tre år senere gik han over i filmhistorien, da han som den første i Storbritannien lavede en talefilm, Pengeafpresning (Blackmail), om end den kun har lyd i udvalgte scener. Han udviklede sig til en af landets betydeligste instruktører; men langt de fleste af hans film fra den periode måske med undtagelse af Sabotage og De 39 trin (39 Steps) er gået i glemmebogen, og størsteparten må da også betragtes som ringe i forhold til de senere mesterværker.

## Hollywood
Flere af hans engelske film gik godt på det amerikanske marked. Det lagde Hollywood mærke til, og efter en række lærerige år i England tog Hitchcock og familien i foråret 1939 over Atlanten.
Kravlegården var blevet for lille: Storbritanniens økonomi var stram og filmproduktionen aftagende, hvorimod Hitchcocks ambitioner var vokset, og Hollywood, der i mellemkrigsårene var ekspanderet voldsomt og gav muligheder for store film, var et naturligt valg. Englands og resten af Europas usikre fremtid spillede antagelig også en rolle. Det rette tilbud kom fra den uafhængige producent David O. Selznick, og Hitchcock levede op til publikums forventninger med Rebecca (Rebecca) året efter.
Det var især i 50'erne og begyndelsen af 60'erne, at Hitchcock viste sit virkeligt store format med film som Farligt møde (Strangers on a Train), Skjulte øjne (Rear Window) og En kvinde skygges (Vertigo). Hans største kommercielle succes, Psycho, er med de perfekte opmærksomhedsskabende afledningsmanøvrer et mesterligt eksempel på mange af hans films manipulation af publikums forventninger og følelser.
De sidste film var præget af god håndværksmæssig kunnen, men desværre ikke meget andet.

## Instruktion
Til realisering af den film, Hitchcock allerede havde færdige inde i hovedet, skulle alt på forhånd være planlagt til allermindste detalje. Han hadede diskussioner under indspilningen og hævede kun yderst sjældent stemmen, hvilket som regel heller ikke var nødvendigt, for at sætte sin enorme autoritet igennem. Disciplin var et krav og improvisationer afgjort af det onde, men selv kunne han sidde småblundende i sin instruktørstol, for så brat at vågne op på ordet "Cut!"
Skuespillerne var et af midlerne til billedliggørelse af hans indre visioner (og til at holde sjælens dæmoner i ave). Eller de var rettere et nødvendigt onde: "Ak, ja, så er alt det sjove forbi, nu da I skuespillere er ankommet!", som han engang udtalte på en films første optagelsesdag. De skal behandles som kvæg, mente han. Hitchcock hørte afgjort ikke til den kategori af instruktører, der mere eller mindre i samarbejde med dem udviklede et filmprojekt. Til Ingrid Bergman, som ved en lejlighed mente at hendes rolle skulle føles rigtig, sagde han, at "hvis du ikke kan gøre på min måde – så lad som om!" James Stewart sagde, at når man arbejdede med Hitchcock, så forsøgte man ikke at gøre tingene på to måder, men kun på en: hans!
Og han fik det næsten altid som han ville have, ofte ved at være grov: "Stop! Det er jo rædselsfuldt! Skammer De dem ikke ved at spille på den måde?"
Der har vist alligevel kun været ganske få i Hollywood, som kendte så meget til en filmproduktions mange facetter og var i en så beherskende position gennem hele filmens tilblivelsesproces, som Hitchcock. Han var professionel til det yderste af fingerspidserne og levede og åndede for filmen.

## Personen
Der skal skelnes mellem privatpersonen Hitchcock og instruktøren og entertaineren, men det er vanskeligt at vide, hvad der er facade, og hvad der ægte.
Mesteren i foruroligende og medrivende gysere var som privatperson genert og foretrak et roligt, tilbagetrukket liv med hustruen Alma. De blev gift med i 1927, og hun var hans skarpeste kritiker. Han foretrak også datteren Patricia og en lille kreds af gode venner frem for Hollywoods skandaler og de glamourøse cocktailselskaber, han kun meget sjældent deltog i. Han elskede dog byens sladder.
Personerne i hans film kom ofte i uventede og farlige situationer, men selv forsøgte han at arrangere sin tilværelse så forudsigeligt som muligt. Medmindre han skulle promovere eller instruere en film, forlod han sjældent hjemmet eller kontoret. Omvendt førte rejser ham til Uganda, Sydafrika, Japan, Australien, Norge og Danmark.
Selv om Hitchcock boede i USA mere end sit halve liv og fik amerikansk statsborgerskab i midten af halvtredserne, forblev han udpræget britisk i sin væremåde og påklædning. Han var både venlig og dannet, absolut en gentleman, men er beskyldt for at være misogynist.
Hans humor kunne være temmelig grovkornet. Det medførte flere barske practical jokes, hvor ingen, hverken i hans faste stab af medarbejdere eller skuespillerne, var fredet. Således fik en berømt skuespillerinde tilsendt fire hundrede røgede sild i fødseldagsgave og slap først efter en rum tid af med den gennemtrængende odeur, de fik spredt. Og under et middagsselskab lænede han sig mod sin borddame og sagde til hende med dæmpet, fortrolig stemme: "I don't use my cock..." ("Jeg bruger ikke mit cock" – Cock, på dansk pik). Efter et øjeblik at have nydt hendes noget chokerede ansigtudtryk, tilføjede han: "What I mean is: you can call me Hitch!" ("Jeg mener, du kan kalde mig Hitch").
Han var ordensmenneske grænsende til det hysteriske både i sit professionelle og private liv med en grundlæggende angst for det altid lurende kaos. Og han satte pris på absolut arbejdsro: "Jeg kan bedst lide at alt omkring mig er krystalklart og fuldstændig stille. Der skal helst ikke være skyer på himlen."
Trods gentagne forsøg på slankekure var Hitchcock gennem stort set hele sit voksne liv stærkt overvægtigt og vejede i perioder godt 150 kg, men afskyede motion. I øvrigt blev en slankekur indirekte løsningen på et mindre problem: Med få undtagelser optræder instruktøren i en ganske lille statistrolle i alle sine film, men fordi hele handlingen i Redningsbåden afspilles i en redningsbåd mellem en begrænset antal personer, og han ikke havde nerver til at spille et lig, der flød forbi, var en rolle udelukket. Udvejen blev en avis, som en af de skibbrudne læser i. I den er der en annonce for et fiktivt slankemiddel "Reduco", med et før-og-efter-billede af Hitchcock. Det blev en større succes, og han blev nærmest begravet i breve fra folk, der ville vide, hvor de kunne købe midlet.
Han nåede han at lave 54 film.
I 2013 havde filmen Hitchcock med Anthony Hopkins i hovedrollen dansk biografpremiere. Filmen skildrer tilblivelsen af Psycho, der endte med at blive en af Hitchcocks største bedrifter.

## Filmografi
Indtil 1939 blev filmene produceret i England, derefter i USA. Når der anføres to årstal, er det første produktionsåret og det andet året for premieren.
Af de korte tv-film, kendt under Alfred Hitchcock presents, var kun tyve ud af de i alt 365 afsnit instrueret af ham selv. Disse er ikke nævnt i oversigten.

### Spillefilm
- The Pleasure Garden 1925/27
- The Mountain Eagle 1926/27
- London-mysteriet 1926/27
- Downhill 1927
- Easy Virtue 1927
- Ringen 1927
- The Farmers Wife 1927/28
- Champagne (film) 1928
- Manboen 1928/29
- Pengeafpresning 1929
- Juno and the Paycock 1930
- Murder! 1930
- Mary 1930
- The Skin Game 1930/31
- Midnatsbanden 1931/32
- Rig og mærkværdig 1932
- Waltzes from Vienna  1933
- Manden der vidste for meget 1934
- De 39 trin 1935
- Hemmelig agent 1935/36
- Sabotage 1936
- Ung og uskyldig 1937/38
- En kvinde forsvinder 1937/38
- Jamaica-kroen 1938/39
- Rebecca 1940
- Udenrigskorrespondenten 1940
- Lige børn leger bedst 1940/41
- Mistanken 1941
- Mennesker bag din ryg 1942
- I tvivlens skygge 1942/43
- Redningsbåden 1943/44
- Troldbunden 1944/45
- Berygtet 1945/46
- Sandheden om Mrs. Paradine 1946/47
- Rebet 1948
- Lady Henrietta el. Farlige følelser 1948/49
- Lampefeber 1949/50
- Farligt møde 1951
- Jeg tilstår 1952/53
- Telefonen ringer kl. 23 1953/54
- Skjulte øjne 1953/54
- Fang tyven 1954/55
- Hvem myrdede Harry 1954/55
- Manden der vidste for meget 1955/56 – genindspilning af filmen fra 1934 med samme navn.
- Den forkerte mand 1956
- En kvinde skygges 1957/58
- Menneskejagt 1958/59
- Psycho 1959/60
- Fuglene 1962/63
- Marnie 1963/64
- Bag jerntæppet 1965/66
- Topaz 1968/69
- Frenzy (Frenzy el. Vildt raseri) 1971/72
- Family Plot - den enes død 1975/76

### Propagandafilm
- Bon Voyage 1944
- Aventure Malgache 1944